# 外側鼻動脈
外側鼻動脈（がいそくびどうみゃく）は、頭頸部の動脈の一つ。顔面動脈の枝で、鼻の側面を上昇する。

## 栄養
鼻翼、鼻背に栄養を供給し、反対側同名枝、上唇動脈鼻中隔枝や鼻翼枝、眼動脈の枝である鼻背動脈、顎動脈の枝である眼窩下動脈と吻合する。

## 追加画像

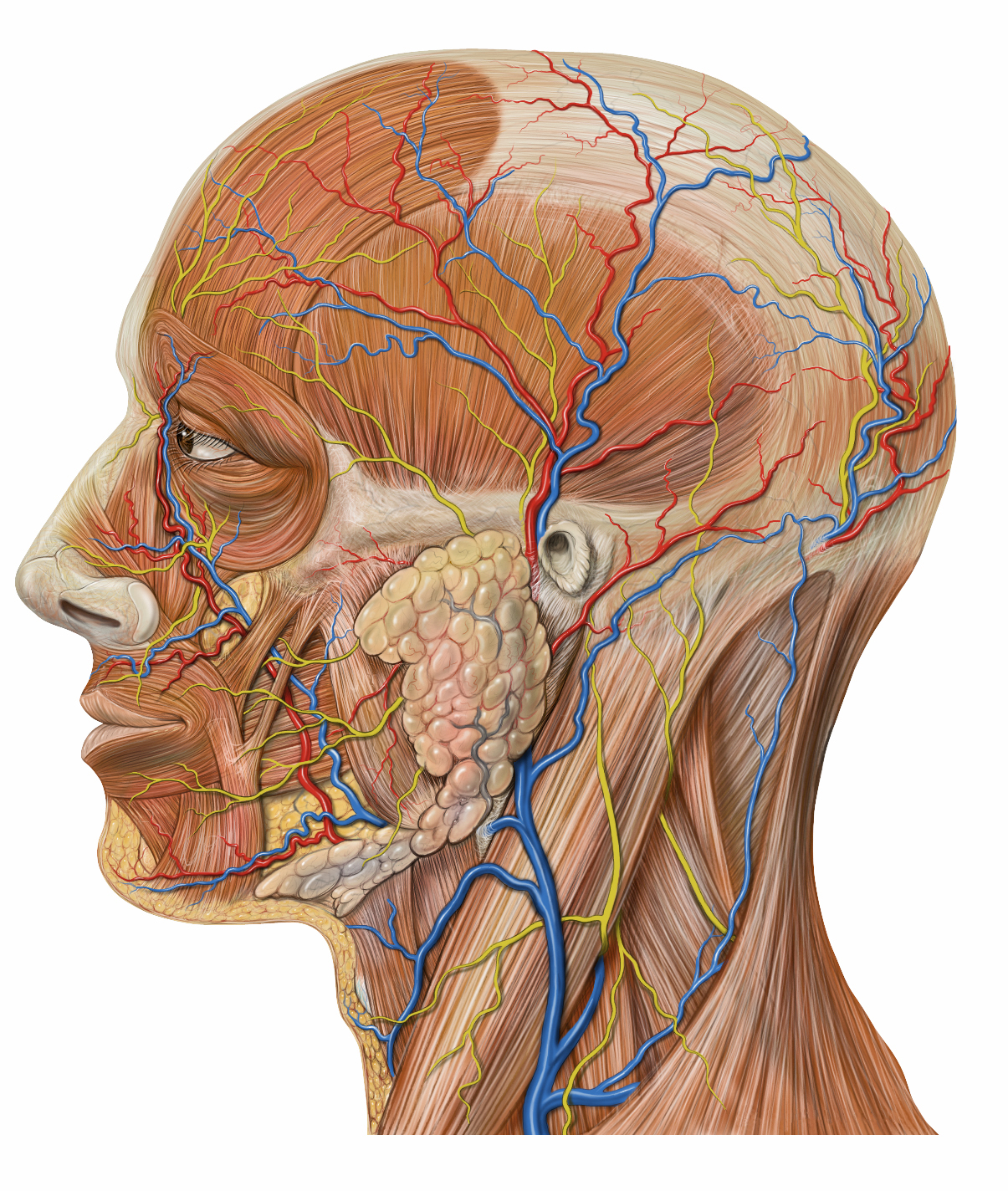
Lateral head anatomy detail
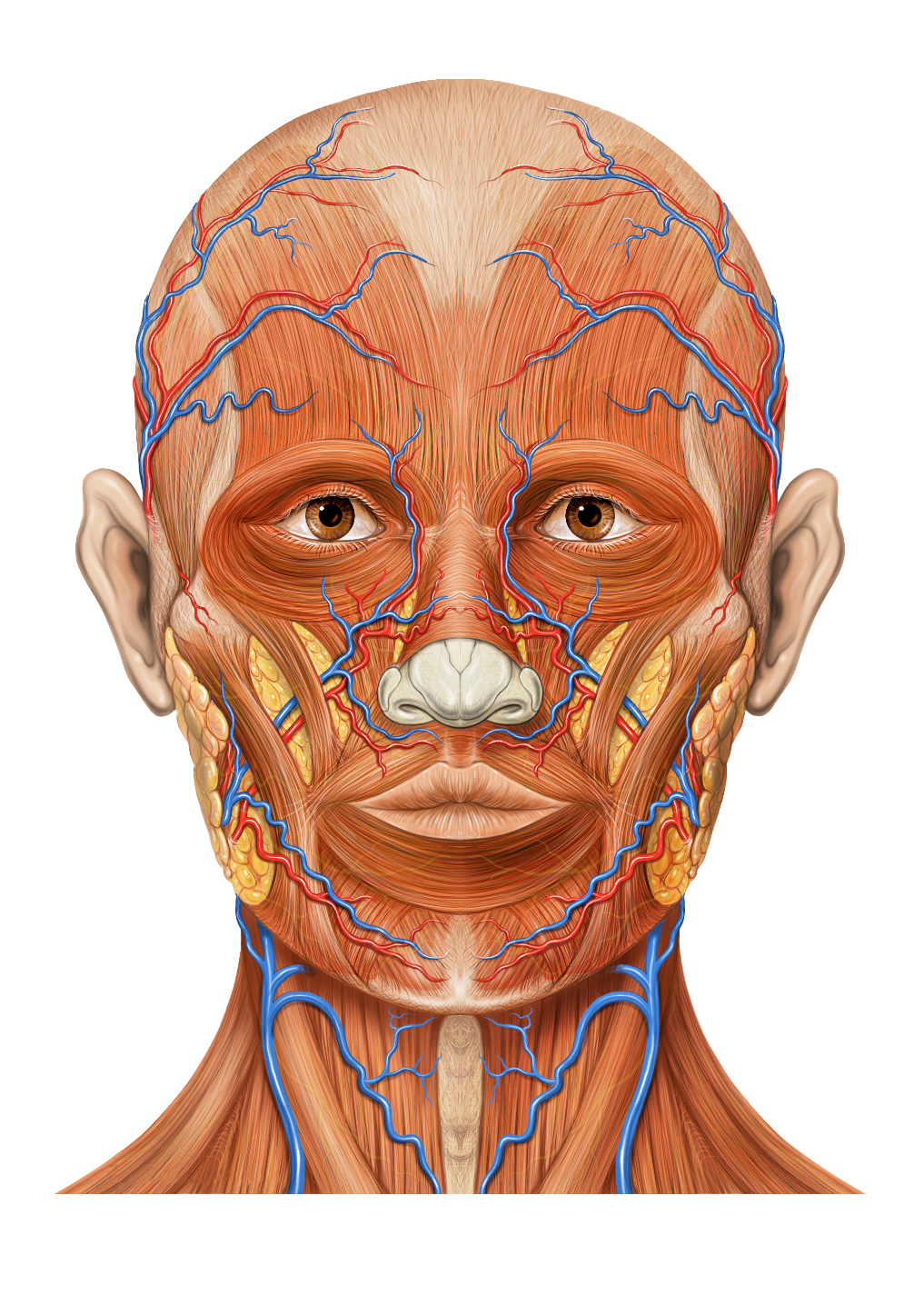
Head anatomy anterior view